# Талімарджанська ТЕС
Талімарджанська ТЕС — теплова електростанція в Узбекистані.
У часи існування СРСР запланували Талімарджанську ТЕС із чотирьох конденсаційних енергоблоків потужністю по 800 МВт. У підсумку за цим проєктом вдалося збудувати лише один блок, що став до ладу в 2004-му та має паровий котел Таганрозького котельного заводу типу Пп-2650-25-545/542Г (ТГП-805/СЗ) та парову турбіну від Ленінградського металічного заводу типу К-800-240-5.
У 2016 та 2017 роках ввели в дію два однотипні енергоефективні блоки комбінованого парогазового циклу потужністю по 450 МВт, у кожному з яких одна газова турбіна потужністю 314 МВт живить через котел-утилізатор одну парову турбіну потужністю 158 МВт.
У 2023-му розпочали будівництво ще двох парогазових блоків потужністю по 450 МВт (їх сукупний показник 900 МВт рахується як мінімальний гарантований, тому в частині джерел потужність цієї черги зазначається як 1065 МВт). Вони так само матимуть по одній газовій турбіні, котлу-утилізатору та паровій турбіні й повинні стати до ладу в 2025 році.
Як паливо станція використовує природний газ, що надходить по перемичці завдовжки 26 км від родовища Шуртан.
Для видалення продуктів згоряння конденсаційного блоку призначена труба висотою 270 метрів. Кожен парогазовий блок обладнаний двома трубами заввишки по 85 метрів).
Водопостачання відбувається із Талімарджанського водосховища, яке живиться від Каршинського каналу, що бере початок із Амудар'ї.
Видача продукції відбувається по ЛЕП, що розраховані на роботу під напругою 220 кВ та 500 кВ.